# Ermenonville
Ermenonville – miejscowość i gmina we Francji, w regionie Hauts-de-France, w departamencie Oise.
Według danych na rok 1990 gminę zamieszkiwały 782 osoby, a gęstość zaludnienia wynosiła 47 osób/km² (wśród 2293 gmin Pikardii Ermenonville plasuje się na 365. miejscu pod względem liczby ludności, natomiast pod względem powierzchni na miejscu 144).
Miejscowość znana głównie z położonego przy klasycystycznym XVIII-wiecznym pałacu wielkiego parku krajobrazowego, założonego w 1763 przez markiza de Girardin. Utrzymany w stylu sentymentalnym i obejmujący pawilony, sztuczne ruiny i groty, kaskady i zbiorniki wodne, stał się wzorem dla podobnych założeń parkowych w innych krajach europejskich (m.in. w Arkadii, w Wilanowie czy w niemieckim Wörlitz).
Miejscowość związana ponadto z pobytem Jeana J. Rousseau w ostatnich latach jego życia; miejsce śmierci  filozofa i jego spoczynku w grobowcu na Wyspie Topolowej (Île des Peupliers), skąd później przeniesiono go do paryskiego Panteonu. 